# سو دبليو كيلي
سو دبليو كيلي (بالإنجليزية: Sue W. Kelly)‏ (و. 1936  م) هي سياسية، ومُدرسة، وباحثة أمريكية، ولدت في ليما، أوهايو، هي عضوةٌ الحزب الجمهوري.

## مناصب
تولت منصب عضو مجلس النواب الأمريكي (4 يناير 2005–3 يناير 2007)
- عضو مجلس النواب الأمريكي (7 يناير 2003–3 يناير 2005)[2]
- عضو مجلس النواب الأمريكي (3 يناير 2001–3 يناير 2003)[2]
- عضو مجلس النواب الأمريكي (6 يناير 1999–3 يناير 2001)[2]
- عضو مجلس النواب الأمريكي (7 يناير 1997–3 يناير 1999)[2]
- عضو مجلس النواب الأمريكي (4 يناير 1995–3 يناير 1997)[2]
- عضو  [لغات أخرى]‏[2]
- عضو مجلس النواب الأمريكي

.

## التعليم
تعلمت في كلية سارة لورانس، وتحصلت منها على ماجستير في الآداب (حتى 1985)، وتعلمت في جامعة دنيسون ‏، وتحصلت منها على بكالوريوس في الفنون (حتى 1958)، وتعلمت في Lima Central Catholic High School ‏
.